# Allianz Technology Trust
Allianz Technology Trust ist eine britische Investmentgesellschaft mit Sitz in London. Das Ziel des Unternehmens ist es, langfristiges Kapitalwachstum zu erzielen, indem es hauptsächlich in Aktienwerte von börsennotierten Technologieunternehmen investiert. Es investiert in mittelgroße bis große Technologieunternehmen. Zu den Anlagesektoren des Unternehmens gehören Informationstechnologie, zyklische Konsumgüter, Industriewerte, Gesundheitswesen und Immobilien. Der Anlageverwalter des Unternehmens ist die Gesellschaft Allianz Global Investors, die sich im Besitz des deutschen Versicherungskonzerns Allianz SE befindet. Das Unternehmen investiert zu mehr als 80 % in US-amerikanische Technologieaktien.
Im März 2024 beliefen sich die verwalteten Mittel auf insgesamt 1,504 Mrd. Pfund
Das Unternehmen ist an der Londoner Börse gelistet und Teil des FTSE 250 Index.